# قطعنامه ۱۷۲۲ شورای امنیت
قطعنامه ۱۷۲۲ شورای امنیت سازمان ملل متحد که در تاریخ ۲۱ نوامبر ۲۰۰۶ تصویب شد، سندی بین‌المللی دربارهٔ بررسی وضعیت در بوسنی و هرزگوین است. این قطعنامه طی نشست ۵۵۶۷ام با ۱۵ رای موافق، ۰ مخالف و ۰ ممتنع تصویب شد.